# 日米地域間交流推進協会
財団法人日米地域間交流推進協会（にちべいちいきかんこうりゅうすいしんきょうかい）は、内閣府、総務省、外務省、文部科学省、経済産業省共管の財団法人。主管は内閣府大臣官房総務課地方連携推進室。

## 概要
- 所在：東京都港区虎ノ門3-18-12 510
- 設立：1986年12月23日
- 理事長：岸本正一